# Alfabet białoruski (cyrylicki)
Alfabet białoruski – alfabet oparty na cyrylicy, służący do zapisu języka białoruskiego. Składa się z następujących 32 liter:
| А а | Б б | В в | Г г | Д д | Е е | Ё ё |
| Ж ж | З з | І і | Й й | К к | Л л | М м |
| Н н | О о | П п | Р р | С с | Т т | У у |
| Ў ў | Ф ф | Х х | Ц ц | Ч ч | Ш ш | Ы ы |
| Ь ь | Э э | Ю ю | Я я |     |     |     |

Apostrof, używany analogicznie do twardego znaku w rosyjskim, nie jest częścią alfabetu.
W taraszkiewicy zezwala się na fakultatywny użytek litery Ґ, która ma oznaczać spółgłoskę /g/ (najczęściej w zapożyczeniach).
Litera Ў, oznaczająca dźwięk /w/, na ogół pisze się zamiast У po samogłoskach, choć z tej zasady są wyjątki.

## Historia
W czasach Rusi Kijowskiej na terenie dzisiejszej Białorusi do zapisu różnego rodzaju tekstów używano ogólnosłowiańskiej cyrylicy.
W Wielkim Księstwie Litewskim język ruski, także nazywany starobiałoruskim, był urzędowy aż do 1699 r. i zapisywał się cyrylicą, choć od XVII zaczęła się rozpowszechniać łacinka, wywodząca się z alfabetu polskiego. W XIX wieku była tak bardzo rozpowszechniona, że Wincenty Dunin-Marcinkiewicz, zwracając się do komitetu cenzury, pisał, że "W naszych prowincjach wśród 100 chłopów pewnie znajdzie się 10, którzy dobrze czytają po polsku, podczas gdy wśród tysiąca z trudem znajdzie się natomiast jeden, znający język rosyjski."
Na przełomie XIX i XX wieków cyrylica jednak zyskała na popularności. W ten sposób z lat 1890 – 1917 zachowało się ponad 2 razy więcej białoruskojęzycznych książek wydrukowanych w cyrylicy, niż łacince.
Współczesny, jednolity kształt alfabetu białoruskiego utwierdził się dopiero w wyniku rewolucji październikowej i rządów komunistycznych.